# Артродиры
Артроди́ры, или артродирообразные, или членистошейные (лат. Arthrodiriformes, от др.-греч. ἀρθρο- +δειρή — сочленённая шея), — отряд вымерших позвоночных из класса плакодерм.

## Описание
Известны с нижнего девона, на рубеже девонского и каменноугольного периодов произошло их массовое вымирание, но отдельные виды встречаются в слоях верхнего карбона на территории современной Великобритании. Полная длина этих рыб неизвестна, так как найдены лишь фрагменты экзоскелета головы, плечевого пояса и позвоночника. Приводится[уточнить] лишь предположительная длина этих рыб, рассчитанная (исходя из размера их головы) по пропорциям современных рыб.
Артродиры (в большинстве своём) — хищники-ихтиофаги (особенно крупные виды, обладавшие мощными челюстями с огромной силой сжатия); исключение составляет титанихтис, который был планктофагом — его челюсти были достаточно слабо развитыми. Особенностью строения черепа многих артродир являлось то, что верхняя часть головы могла открываться под равным[уточнить] углом с нижней челюстью наподобие кусачек; это, скорее всего, давало им возможность открывать рот с большой скоростью, тем самым создавая область разрежения (низкого давления) в ротовой полости. В результате создавался поток воды, всасывающий пищевой объект (жертву) прямо в пасть рыбы (это означает, что артродиры скорее были засадными хищниками, чем активными пелагическими преследователями).
Экзоскелет головы и плечевого пояса состоял из парных и непарных пластин, сросшихся друг с другом. Каждый геологический период характеризовался своим набором видов артродир с присущими только им чертами строения. Так, более архаичные из артродир — арктолепиды — были распространены в верхнем силуре — нижнем девоне. Для среднего девона характерны представители инфраотряда Coccosteina, у которых наблюдается более прогрессивное строение панциря (увеличивается высота тела, челюсти становятся более сильными). Для верхнего девона обычны рахиостеиды.

## Некоторые представители
- Heterosteus — род гигантских плакодерм из среднего девона Прибалтики, Германии, Гренландии и Шпицбергена.
- Dinichthys — род плакодерм, живших в конце девонского периода (около 370—360 млн лет назад).
- Dunkleosteus — род крупных плакодерм, живших в девонском периоде (415—360 млн лет назад), их размеры достигали 8—10 метров в длину и они были крупнейшими морскими хищниками своего времени.
- Incisoscutidae[англ.] — древние представители отряда. Останки рыбы Incisoscutum ritchiei хранятся в лондонском Музее естественной истории. В 2009 году палеонтологи внутри рыбы обнаружили эмбрион[5].